# Szerb ortodox templom (Székesfehérvár)
A székesfehérvári Keresztelő Szent Iván-templom (magyarosan: Keresztelő Szent János-templom, közkeletűen: szerb ortodox templom, palotavárosi templom, régiesen: rác templom) a székesfehérvári szerb ortodox egyházközség temploma. Palotavárosban, azon belül Rácvárosban, a Palotavárosi Skanzenben található. 1770 és 1780 között készült barokk stílusban. Belseje rendkívül gazdagon díszített, rokokó stílusú ikonosztáza egyedülálló Magyarországon. 
A körülötte található skanzen kialakításáért és a templom felújításáért Székesfehérvár 1989-ben megkapta az Európa Nostra fődíját.

## Történelem

### A fehérvári szerbekről
A török hódítók segédcsapataiként Székesfehérvárra érkező szerbek (régies nevükön rácok) a város nyugati frontján, a mai Palotaváros területén telepedtek le, belőlük került ki a szandzsákszékhely helyőrségének jelentős hányada. Az 1601-ben készült városábrázolások az általuk lakott városrészt már Rácvárosként említik. Az évek során a beköltözésekkel számuk mindjobban növekedett, 1777-ben háromszázan, az idők és a történelem változásával 1940-ben már csak hatvanöten éltek itt. 1980-ban csupán egyetlen személy vallotta magát rácnak. A skanzen kialakítása az 1980-as években történt meg, azóta ismét folyamatos a rácok aktív működése a városban.

### A templomról
A törökkel együtt érkező rácoknak már 1601-ben állt itt temploma, amelyről a törökök kiűzése után (1688) is megemlékeztek. A templom a 18. században több át- és újjáépítésen is átesett. 1723-ban még fából, ágakból és sárból (paticsfal) készítve állt, ezt 1733-ban javították, és 1756-ban toronnyal egészítették ki. A régi templomot csak azután bontották el, hogy a föléje épített új templom 1771-ben elkészült. Az érdekes és nem mindennapi építkezés az egyházközséggel kötött megállapodás alapján (miszerint az istentiszteleteknek az építkezés alatt sem szabad megszakadniuk) Kershoffer József kőművesmester keze munkáját dicséri. A berendezés megalkotása, beszerzése 1780-ban fejeződött be. 
A templomot és az azt körülvevő Rácváros maradványait az 1980-as években teljes körűen felújították. A panelházak gyűrűjében levő skanzen és a templom példás helyreállításáért Székesfehérvár Megyei Város 1989-ben megkapta a műemlékvédelem Európa-fődíját.

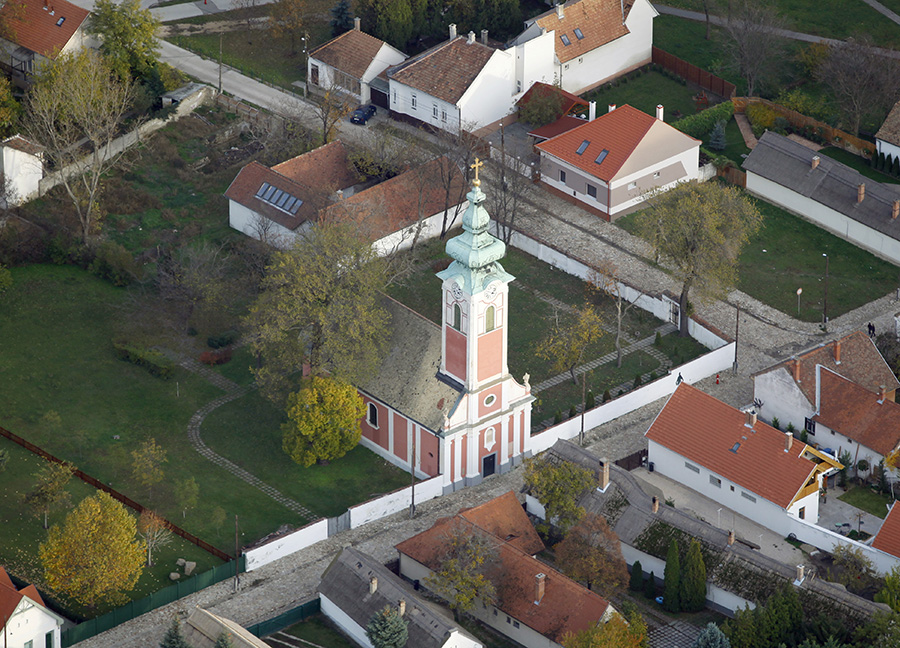
Keresztelő Szent János-templom légi felvételen

## Leírása

### Külseje
A kecses barokk templom főhomlokzatát pilaszterek, az odalhomlokzatokat lizénák tagolják. A főkapu fölött és a déli homlokzaton félkörívvel záródó fülkékben falfestés maradványai. A gazdagon tagolt főpárkány fölötti oromzatban egy körablak, a voluták fölött barokk kőváza. Az oromzatból kinővő tornyot órapárkánnyal és rézsisakkal látták el. A tornyot 1831-ben Schmidt Erhard újította meg. A szentély félkörívben végződik.

### Belseje
Az orgonakarzatos, négy boltszakaszos kupolás teret és a szentély negyedgömbkupolás felületének népies, bizánci stílusú freskóin Krisztus és Keresztelő Szent János életéből vett jelenetek láthatók. A falképeket 1772 és 1774 között alkották.
A felbecsülhetetlen értékű rokokó ikonosztáziont Horváth Ferenc képfaragó és Fijercskó József helyi asztalos készítette, képeit Jovan Grabován és Grigorije Popovity festette 1776-ban.

## A harang
A templom tornyában egy kivételesen szép csengésű, körülbelül 300 kg-os H1-es alaphangú harang található. Valószínűleg a 19. században öntötték. Több adat nincs róla.

## Galéria

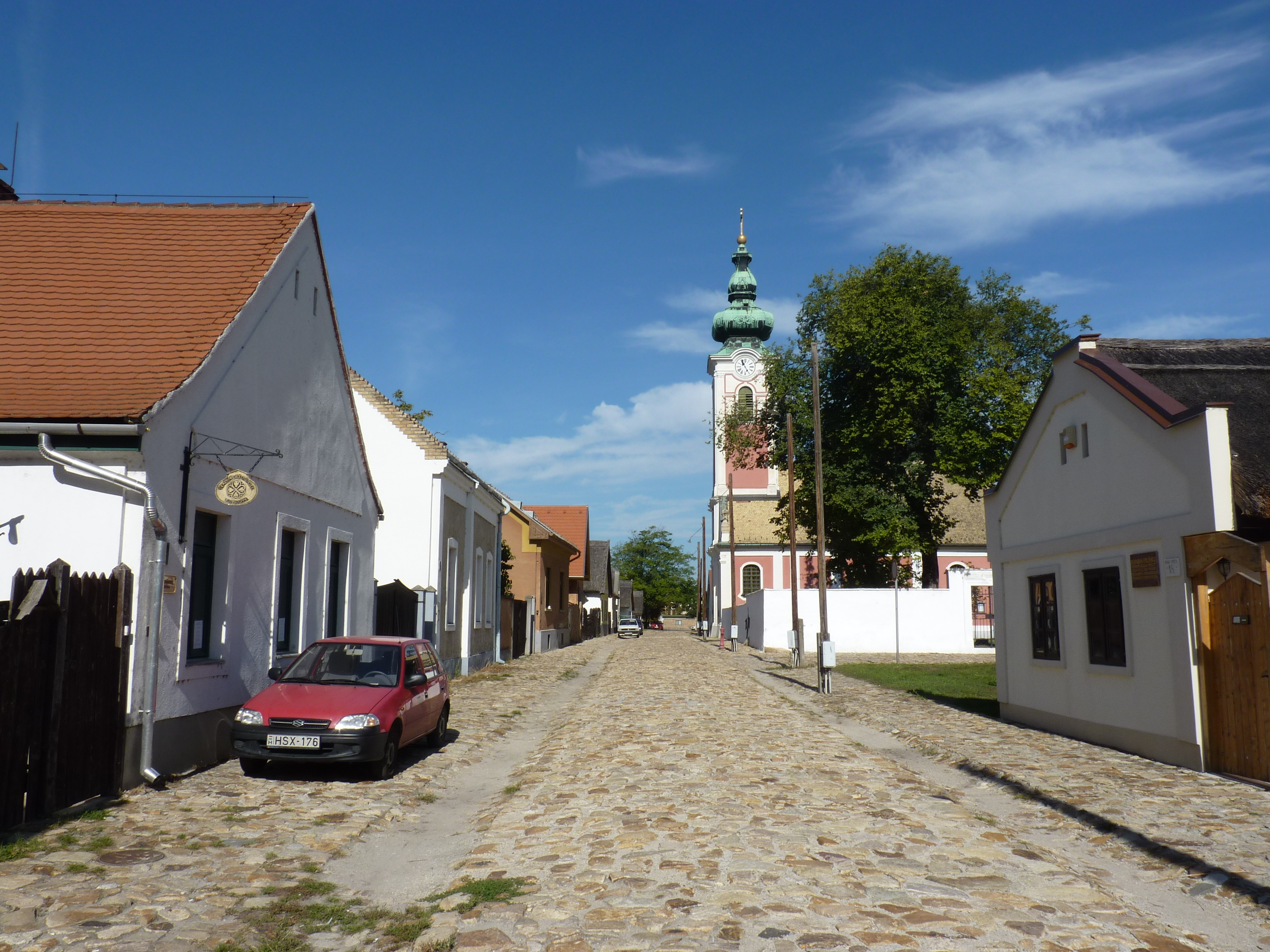
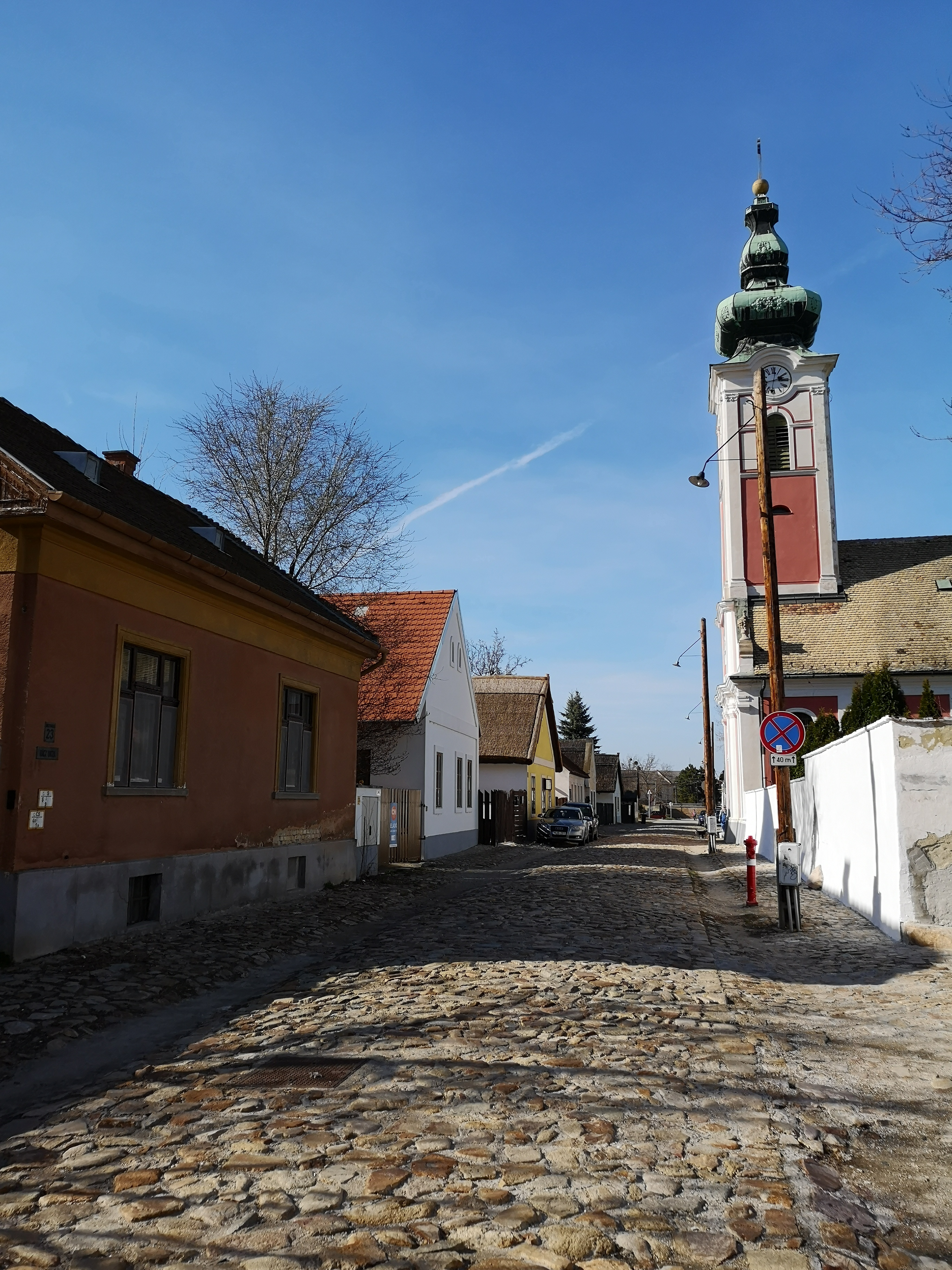
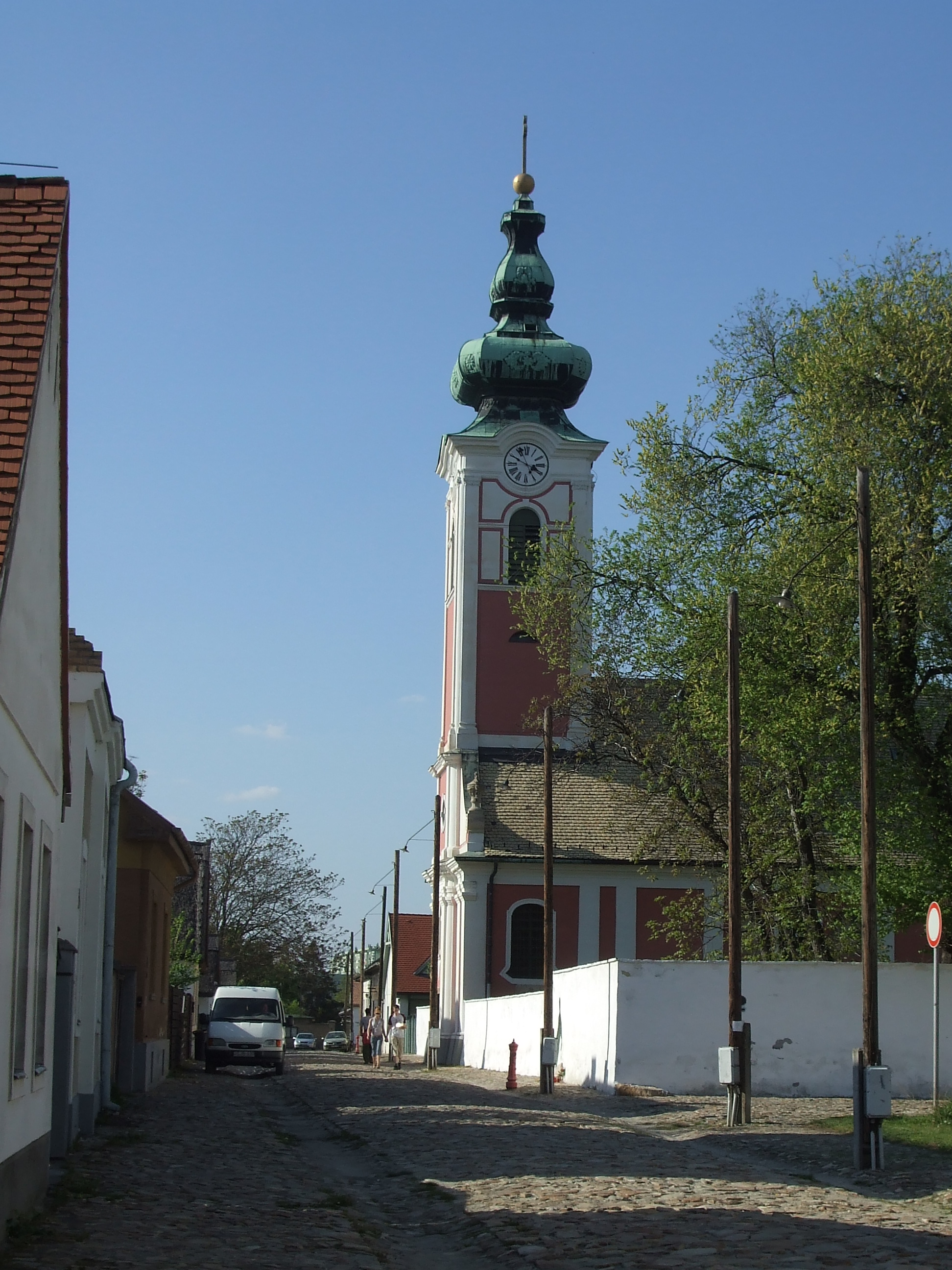
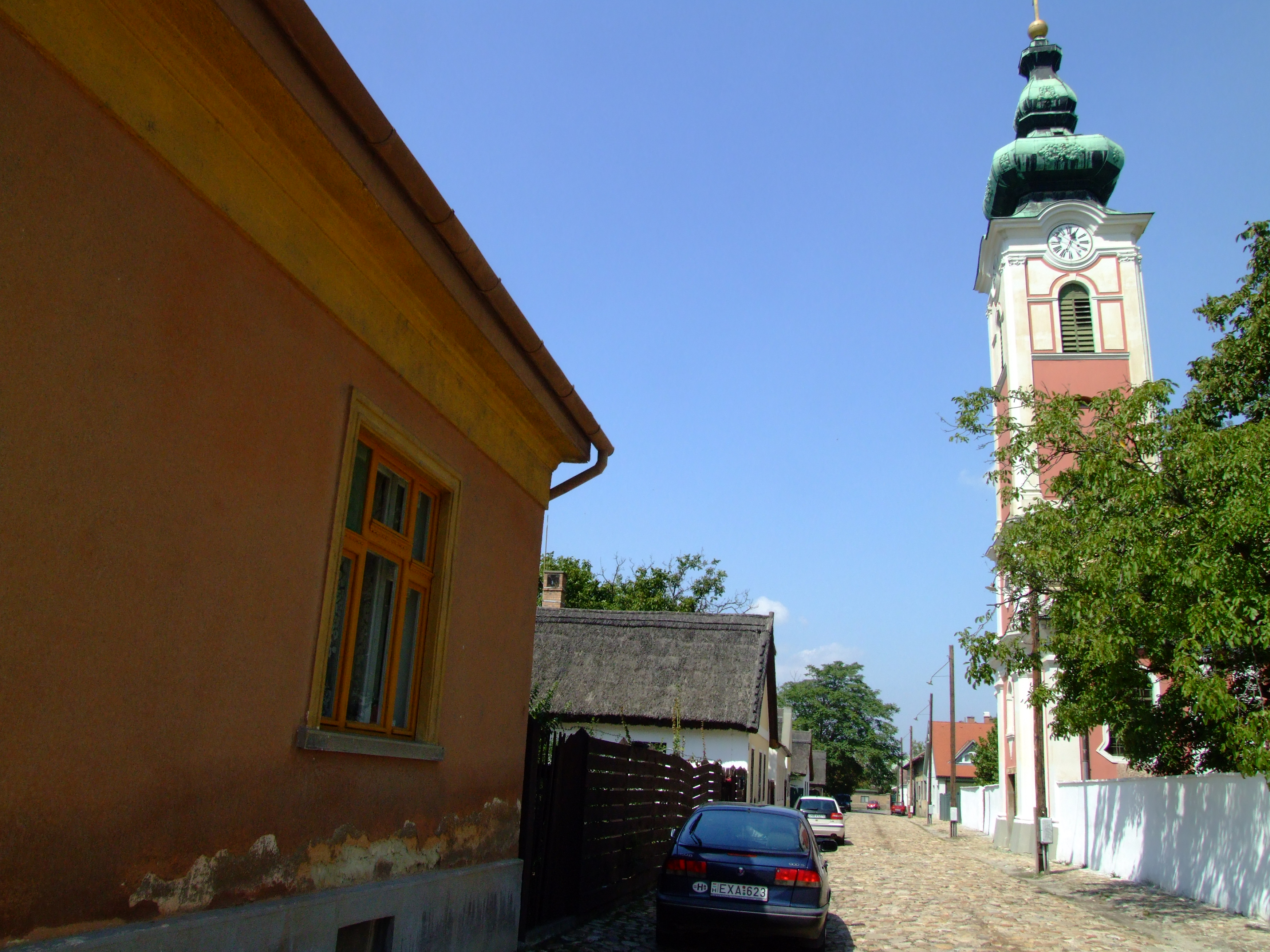
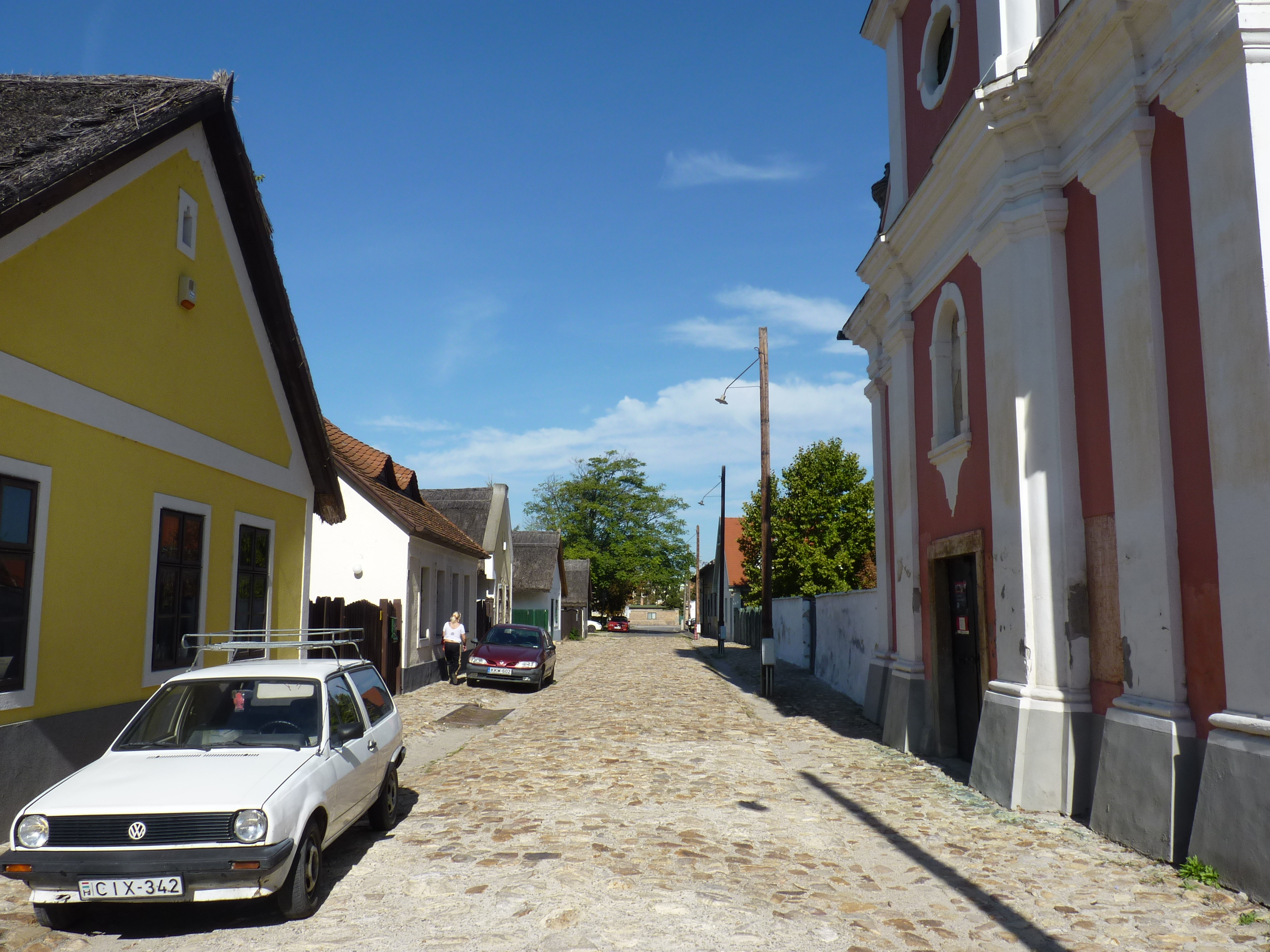